# جيلسون دا سوزا
جيلسون سيمويس دي سوزا (بالبرتغالية: Gilson Simões de Souza‏) (مواليد 25 مارس 1967) هو لاعب كرة قدم إكوادوري من أصل برازيلي الذي يجيد اللعب في خط الوسط. اشتهر بلعبه في برشلونة جواياكويل حيث كان اللاعب المفضل لدى الجماهير.

## المسيرة الرياضية مع الأندية
بدأ جيلسون مسيرته الكروية في البرازيل حيث لعب مع أتلتيكو باراناينسي وفاسكو دا غاما.

## المسيرة الرياضية مع المنتخب
لعب 17 مباراة دولية لصالح منتخب الإكوادور لكرة القدم في الفترة من 1996 إلى 1997.